# Renhuai
Renhuai léase Re-Juái (en chino:仁怀市, pinyin: Rén huái shì)  es una ciudad-condado bajo la administración directa de la ciudad-prefectura de Zunyi en la provincia de Guizhou, República Popular China. 
Su área total es de 1788 kilómetros cuadrados, de los cuales el área construida es de 30 kilómetros cuadrados. A partir de 2012, la población total del municipio de Renhua fue de 679 624 habitantes, que incluyen 9 grupos minoritarios entre ellos Han, Miao, Buyi, Yi y Bai.
La ciudad es conocida a nivel mundial por el vino Moutai , su contribución financia el 70% de los ingresos fiscales totales de la ciudad. Renhuai es conocida como la capital del vino chino. 

## Administración
A partir de diciembre de 2015 el distrito de Renhuai se divide en 20 pueblos que se administran en 5 subdistritos, 14 poblados y 1 villa étnica .

## Geografía
El municipio de Renhuai yace en la zona de transición de la meseta Yunnan-Guizhou , la cuenca de Sichuan y las montañas de Hunan.  La altitud promedio de la ciudad es de 880 metros. Es bañada por el Río Chishui (赤水河), tributario del Yangtsé .

## Clima
El clima de la ciudad de Renhuai es un clima subtropical húmedo con monzones. Tanto el invierno como el verano son frescos, con pocos días de heladas. La primavera es fría y seca.
En altitud inferior a 800 m s. n. m. la temperatura promedio anual es de 15.9 a 18.5 °C , adecuado para el desarrollo de cultivos como naranja, mango, lote, melocotón, ciruela, pera y otras frutas subtropicales , también es propicio para la silvicultura, bambú, árboles de calidad de rápido crecimiento. En altitud entre 800 y 1100 metros, la temperatura promedio anual es de 13.3 a 15.9 °C, es adecuada para el desarrollo de grano, aceite, tabaco, mora, árboles como nueces y té. En altitud entre 1100 a 1400 metros, la temperatura promedio anual es de 10.8 a 13-3 °C, es adecuado para desarrollar maíz, papa y ganado herbívoro, vegetales de maduración tardía, hierbas medicinales chinas.
| Parámetros climáticos promedio de Renhuai (1981−2010) | Parámetros climáticos promedio de Renhuai (1981−2010) | Parámetros climáticos promedio de Renhuai (1981−2010) | Parámetros climáticos promedio de Renhuai (1981−2010) | Parámetros climáticos promedio de Renhuai (1981−2010) | Parámetros climáticos promedio de Renhuai (1981−2010) | Parámetros climáticos promedio de Renhuai (1981−2010) | Parámetros climáticos promedio de Renhuai (1981−2010) | Parámetros climáticos promedio de Renhuai (1981−2010) | Parámetros climáticos promedio de Renhuai (1981−2010) | Parámetros climáticos promedio de Renhuai (1981−2010) | Parámetros climáticos promedio de Renhuai (1981−2010) | Parámetros climáticos promedio de Renhuai (1981−2010) | Parámetros climáticos promedio de Renhuai (1981−2010) |
| Mes                                                   | Ene.                                                  | Feb.                                                  | Mar.                                                  | Abr.                                                  | May.                                                  | Jun.                                                  | Jul.                                                  | Ago.                                                  | Sep.                                                  | Oct.                                                  | Nov.                                                  | Dic.                                                  | Anual                                                 |
| ----------------------------------------------------- | ----------------------------------------------------- | ----------------------------------------------------- | ----------------------------------------------------- | ----------------------------------------------------- | ----------------------------------------------------- | ----------------------------------------------------- | ----------------------------------------------------- | ----------------------------------------------------- | ----------------------------------------------------- | ----------------------------------------------------- | ----------------------------------------------------- | ----------------------------------------------------- | ----------------------------------------------------- |
| Temp. máx. abs. (°C)                                  | 23.0                                                  | 30.4                                                  | 33.4                                                  | 34.7                                                  | 37.4                                                  | 35.1                                                  | 36.1                                                  | 38.0                                                  | 38.3                                                  | 33.5                                                  | 28.2                                                  | 23.1                                                  | '                                                     |
| Temp. máx. media (°C)                                 | 8.0                                                   | 10.5                                                  | 15.4                                                  | 21.0                                                  | 24.9                                                  | 26.9                                                  | 30.1                                                  | 30.2                                                  | 26.2                                                  | 19.7                                                  | 15.5                                                  | 10.1                                                  | 19.9                                                  |
| Temp. media (°C)                                      | 5.2                                                   | 7.1                                                   | 11.2                                                  | 16.2                                                  | 20.1                                                  | 22.6                                                  | 25.4                                                  | 25.1                                                  | 21.6                                                  | 16.3                                                  | 12.0                                                  | 6.9                                                   | 15.8                                                  |
| Temp. mín. media (°C)                                 | 3.3                                                   | 5.0                                                   | 8.4                                                   | 12.9                                                  | 16.5                                                  | 19.4                                                  | 21.9                                                  | 21.4                                                  | 18.4                                                  | 13.9                                                  | 9.6                                                   | 4.8                                                   | 13                                                    |
| Temp. mín. abs. (°C)                                  | -3.8                                                  | -2.9                                                  | -1.5                                                  | 3.7                                                   | 7.8                                                   | 12.8                                                  | 14.3                                                  | 15.1                                                  | 10.9                                                  | 4.8                                                   | -0.5                                                  | -3.1                                                  | '                                                     |
| Precipitación total (mm)                              | 28.3                                                  | 24.6                                                  | 41.0                                                  | 76.5                                                  | 142.4                                                 | 165.3                                                 | 169.0                                                 | 130.3                                                 | 94.8                                                  | 84.5                                                  | 42.4                                                  | 26.5                                                  | 1025.6                                                |
| Humedad relativa (%)                                  | 83                                                    | 80                                                    | 78                                                    | 77                                                    | 76                                                    | 79                                                    | 75                                                    | 74                                                    | 76                                                    | 82                                                    | 80                                                    | 82                                                    | 78.5                                                  |
| Fuente: China Meteorological Data Service Center      |                                                       |                                                       |                                                       |                                                       |                                                       |                                                       |                                                       |                                                       |                                                       |                                                       |                                                       |                                                       |                                                       |